# Conioselinum vaginatum
Conioselinum vaginatum (свистуля татарська як Conioselinum tataricum) — вид трав'янистих рослин родини окружкові (Apiaceae), поширений у центральній і східній Європі, північній і центральній Азії та Гімалаях.

## Опис
Багаторічна рослина 50—150 см. Рослина з сизим нальотом. Корінь конічний, розгалужений; кореневище дебеле. Стебло розгалужене. Стебла з помітно вигнутими міжвузлями. Піхви листків довгі, у верхніх — трохи роздуті. Нижні й середні стеблові листки тричі перисті; їх частки голі, блискучі, перисто-розділені на дольки, цільні або зубчасті, або перисто-надрізані; догори листки двічі або просто перисті. Обгортка 1–2-листова, опадає; обгорточки багатолисті, здебільшого односторонні, повислі, зі щетинистих листочків. Зонтики 5–10 см упоперек; приквітки відсутні; променів 10–14, 2–4 см; приквіточки 5–8, лінійні, ≈5 мм. Пелюстки зворотнояйцеподібні. Плоди овальні, з перетинчасто-крилатими ребрами, 5–7 мм завдовжки.

## Поширення
Поширення: центральна та східна Європа, північна й центральна Азія та Гімалаї.
В Україні вид зростає у сируватих тінистих лісах і чагарниках — у Лісостепу (Тернопільська обл., Чортківський р-н, с. Улащковці; Вінницька обл. Муровано-Куриловецький р-н, с. Немерче; Сумська і Полтавська області), рідко.